# Zaze
Zaze ili Dimiliji su iranski narod u istočnoj Anatoliji odnosno istočnim turskim pokrajinama: Adıyaman, Aksaray, Batman, Bingöl, Diyarbakır, Elazığ, Erzurum, Erzincan (Erzıngan), Gumushane, Kars, Malatya, Mus, Sanliurfa, Sivas i Tunceli. Osim Turske, žive i u Gruziji, a iseljeničke zajednice žive u Njemačkoj, Kazahstanu i Nizozemskoj.
Iako ih se ponekad svrstava u samostalnu etničku skupinu, brojni govornici jezika zazaki smatraju se Kurdima.
Ima ih od 1 do 2 milijuna. Po vjeri su muslimani suniti i aleviti.
Poznata turska glumica Songül Öden je rodom Zaza.

## Poveznice
- Iranski narodi
- Kurdi